# Eganaden Cadressen
Eganaden Cadressen, né le 18 janvier 1945, est un ancien arbitre mauricien de football des années 1980.

## Carrière
Il a officié dans des compétitions majeures : 
- CAN 1988 (2 matchs)
- CAN 1990 (1 match)
- Coupe d'Afrique des vainqueurs de coupe de football 1990 (finale retour)